# Гетманский национальный природный парк
Гетманский национальный природный парк — национальный природный парк, расположенный на территории Ахтырского района Сумской области.
Создан 27 апреля 2009 года. Площадь — 23 360,1 га.

## История
Парк создан 27 апреля 2009 года с целью сохранения, воссоздания и рационального использования типичных и уникальных природных комплексов Левобережной лесостепи Украины, в частности поймы реки Ворсклы, имеющих важное природоохранное, научное, эстетическое, рекреационное и оздоровительное значение, в соответствии со статьёй 53 Закона Украины «О природно-заповедном фонде Украины».
Президент Украины Виктор Ющенко поручил Кабинету министров Украины:
- Обеспечить утверждение в двухмесячный срок положения о парке;
- Обеспечить подготовку в шестимесячный срок материалов и решение в соответствии с законодательством вопроса относительно изъятия 11673,2 гектара земель и предоставления их в постоянное пользование парку;
- Обеспечить разработку в 2009—2011 годах и утверждение проекта организации территории парка, охраны, воссоздания и рекреационного использования его природных комплексов и объектов;
- Обеспечить решение вопроса относительно образования администрации парка и обеспечения её функционирования;
- Предусматривать в Государственном бюджете Украины средства, необходимые для функционирования парка.

## Описание
Площадь парка составляет 23 360,1 га, в том числе 11673,2 га земель, которые предоставляются парку в постоянное пользование, и 11686,9 га земель, которые включаются в его состав без изъятия у землепользователей.
Основой парка стали урочище «Литовский Бор» и Бакировский гидрологический заказник.
Парк подчинён Министерству охраны окружающей природной среды Украины.

### Основные задачи парка
Сохранение ценных природных, ландшафтных и историко-культурных комплексов и объектов, создание и расширение сети оздоровительных и туристических учреждений и создание условий для организованного туризма, отдыха и других видов рекреационной деятельности в природных условиях с соблюдением режима охраны заповедных природных комплексов и объектов; проведение научных исследований природных комплексов и их изменений в условиях рекреационного использования, разработка научных рекомендаций по вопросам охраны окружающей природной среды и использования природных ресурсов, проведение экологической образовательно-воспитательной работы, создание и расширение существующей сети рекреационных учреждений.